# イヌゴマ
イヌゴマ（犬胡麻、学名：Stachys aspera var. hispidula）は、シソ科イヌゴマ属の多年草。別名、チョロギダマシ。

## 特徴
地下に白色の細長い地下茎を伸ばしてふえる。茎は直立し、高さは30-70cmになり、4稜があって、稜に下向きの短い刺毛が生え、触るとざらざらする。ふつう分枝しない。葉は対生し、葉身は披針形で、長さ3-9cm、幅0.5-2.5cmになり、先は鋭頭、縁に細かい鋸歯があり、基部に長さ2-10mmになる短い葉柄がある。葉の表面にはしわがあり、裏面の葉脈の主脈に沿って下向きの短い刺毛が生え、触るとざらざらする。
花期は7-8月。花は輪散花序になってつき、茎先に数段に分かれた輪生状になった花穂をつくる。萼は筒状の鐘形で長さ6-8mmになり、等しく5裂して萼裂片の先は刺状に鋭くとがる。花冠は長さ12-15mmになる2唇形で、淡紅色をし、上唇はまっすぐに伸び長さ4-5mm、下唇は開出して3裂し内面に淡紅色の細点がある。雄蕊は4個あり、下側の2個が長く、上唇の内側に沿って伸びるが、上唇の先までは伸び出さない。雌蕊は1個ある。果実は長さ約2mmになる分果で、4個ある。

## 分布と生育環境
日本では、南千島、北海道、本州、四国、九州に分布し、湖畔、川岸、休耕田などの湿地に生育する。国外では、朝鮮半島、中国大陸（東北部・北部）、極東ロシアに分布する。

## 下位分類
- エゾイヌゴマ Stachys aspera Michx. var. baicalensis (Fisch. ex Benth.) Maxim.[10] - 植物体の茎、葉、萼などに開出した剛毛が密生する。本州、北海道、千島列島、サハリン、朝鮮半島、極東ロシア、東シベリアに分布する[9][8]。
- ケナシイヌゴマ Stachys aspera Michx. var. japonica (Miq.) Maxim. [11] - 植物体の茎、葉、萼などに毛が無く、茎の稜にごくまばらに短い刺がある。葉柄は少し長い。本州中部地方以西、四国、九州、沖縄島、朝鮮半島、中国大陸に分布する[9]

## 名前の由来
和名イヌゴマは、「犬胡麻」の意で、果実の形が食用のゴマ（胡麻）に似るが、食用にならず役に立たないのでいう。また、別名のチョロギダマシは、草姿が塊茎を食用にする栽培種のチョロギに似ているが、食用にならないためいう。
学名の種小名（種形容語）aspera は「粗面の、ざらざらした」の意味。
それぞれの変種名 hispidula は「やや剛毛のある」、baicalensis は「バイカル湖地方産の」の、japonica は「日本の」の意味。

## ギャラリー

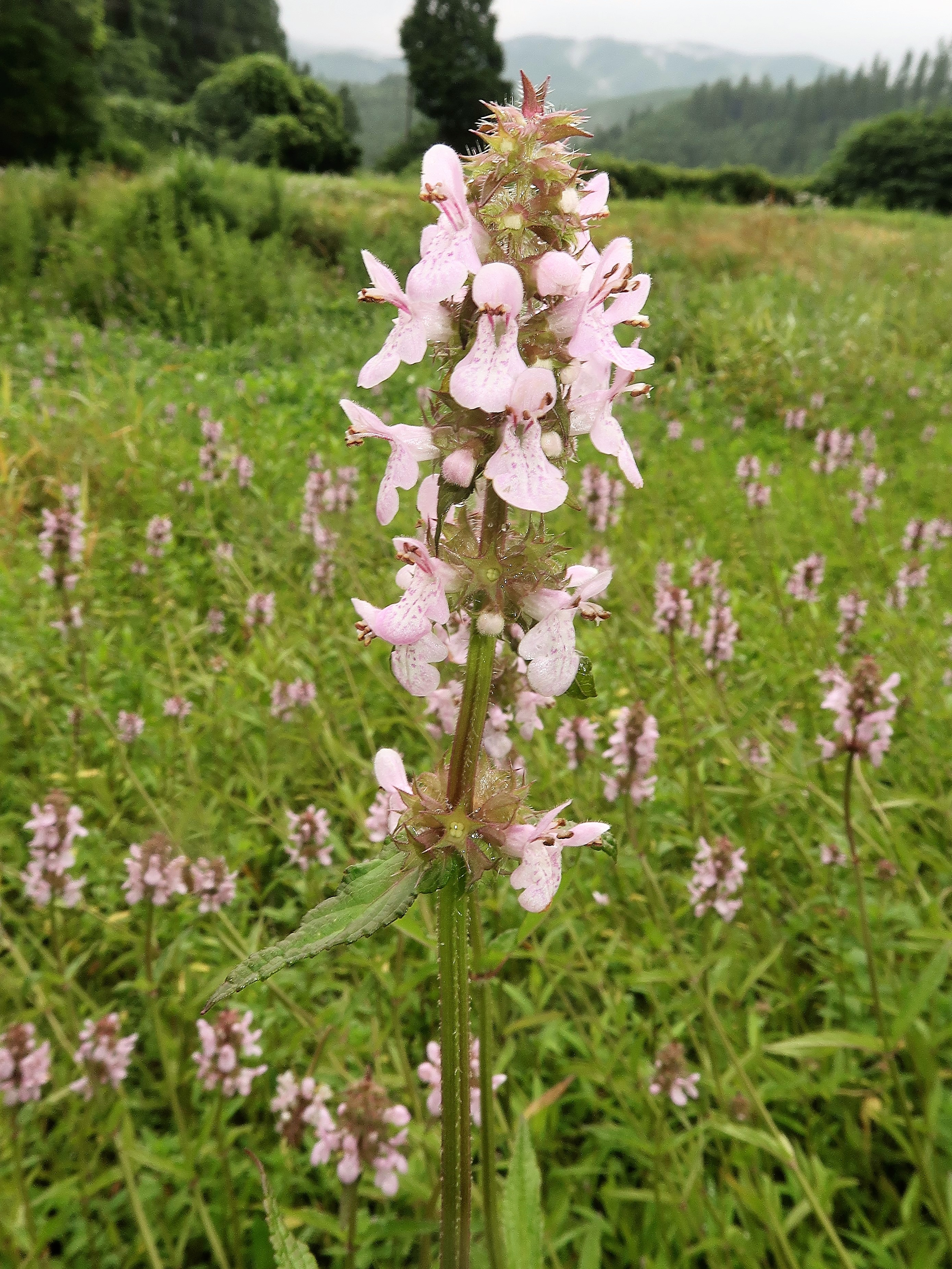
花冠は葉腋に輪散花序になってつく。
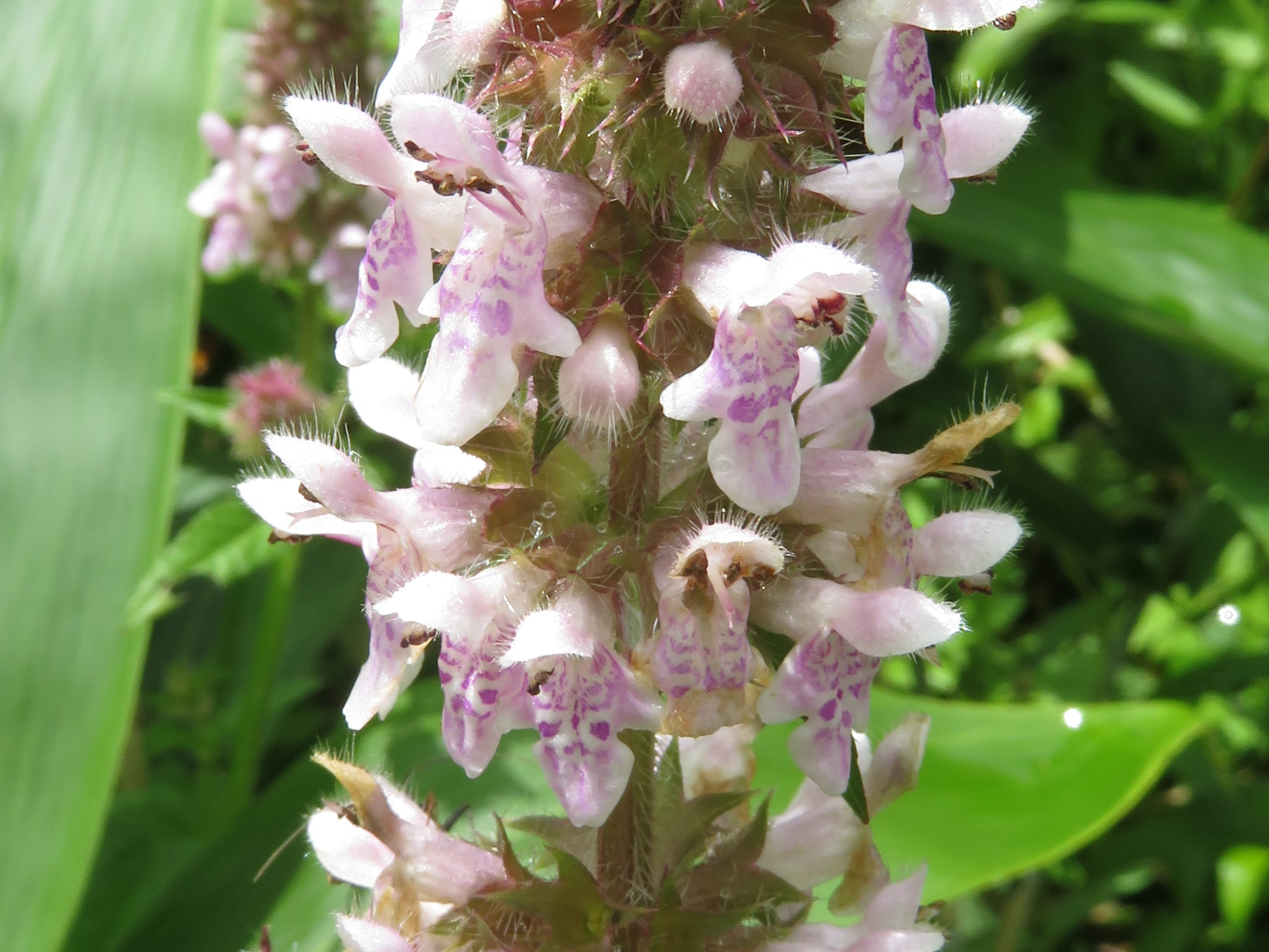
花冠は2唇形で、下唇は3裂し内面に淡紅色の細点がある。
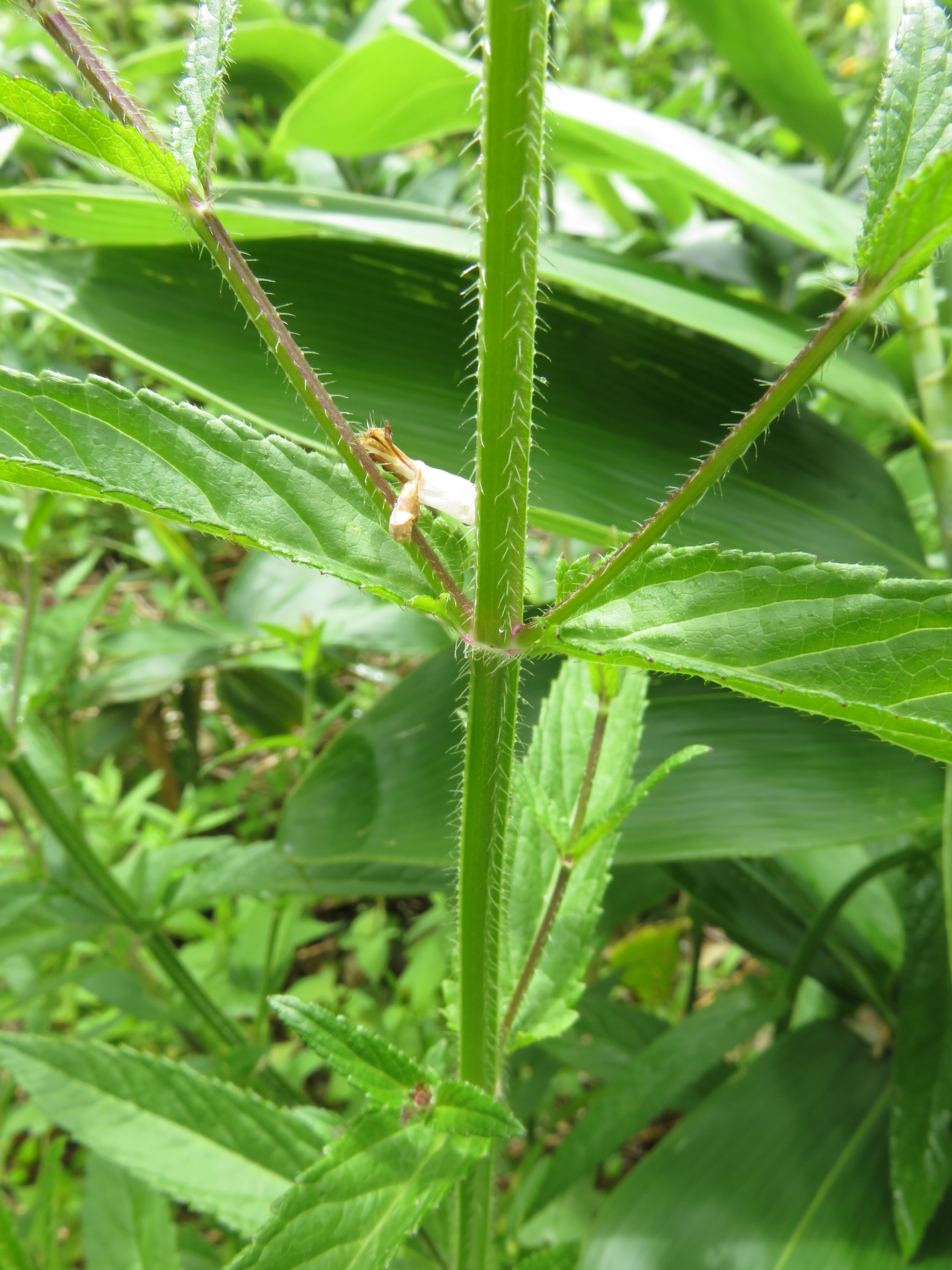
茎は4角形で、稜に下向きの刺毛がある。